# Gimnastyka izometryczna
Gimnastyka izometryczna (z gr. isos i metria; równomierność) – specyficzna forma treningu siłowego metodą skurczów izometrycznych, podczas którego mięśnie są napięte, ale nie zmienia się ich długość. 
Metoda opiera się na zasadzie, że mięsień jest tym intensywniej ćwiczony, im większy opór jest mu stawiany. Podstawowe ćwiczenie polega na dociskaniu częścią ciała do nieruchomego przedmiotu z mocnym napięciem mięśni, wytrzymaniem tak przez pewien czas i rozluźnieniem mięśni. 
Aby osiągnąć zadowalające efekty, należy trenować regularnie. Z czasem mięśnie stają się prężne, nabierają elastyczności i sprawności. Izometria zdobyła stałe miejsce w programie treningu zawodników olimpijskich i uprawia ją coraz więcej sportowców wyczynowych. 
Ćwiczenia izometryczne nie wymagają specjalnego pomieszczenia ani przyrządów. Trenować można wszędzie, w każdym momencie dnia. Zarówno leżąc w łóżku, jak i siedząc przy biurku, stojąc koło ściany itp. Na przykład leżąc na plecach z rękami wzdłuż tułowia, można wciskać mocno głowę w poduszkę licząc wolno do sześciu, co powoduje naprężenie mięśnie szyi i karku i tym samym ich wzmocnienie.

## Zasady ćwiczeń izometrycznych
- Każde ćwiczenie należy wykonywać przy stuprocentowym nakładzie siły
- Oddychać spokojnie podczas ćwiczenia
- Każde ćwiczenie ma trwać sześć sekund
- Nie napinać nigdy mięśni zrywami
- Opór przeciwstawiany mięśniom musi być tak duży, żeby wykluczał wszelki ruch